# Llista de topònims de Montseny
Llista de topònims (noms propis de lloc) del municipi de Montseny, al Vallès Oriental
Informació actualitzada per un bot. Els canvis manuals es perdran quan s'actualitzi!

## collada
| imatge | Nom                 | Ubicat a                   | instància de | Detalls | coordenades                                                                                | Protecció | Commons (més fotos) | Dades a WD                    |
| ------ | ------------------- | -------------------------- | ------------ | ------- | ------------------------------------------------------------------------------------------ | --------- | ------------------- | ----------------------------- |
|        | coll Pregon         | Viladrau Montseny          | collada      |         | 41° 48′ 18″ N, 2° 23′ 27″ E / 41.80501385438998°N,2.3908996582031254°E massís del Montseny |           | Coll Pregon         | Modifica les dades a Wikidata |
|        | coll de Sant Marçal | Viladrau Arbúcies Montseny | collada      |         | 41° 48′ 17″ N, 2° 25′ 08″ E / 41.80460238581173°N,2.4187842240534856°E 1100 msnm           |           | Coll de Sant Marçal | Modifica les dades a Wikidata |

## curs d'aigua
| imatge | Nom                  | Ubicat a                      | instància de | Detalls                                   | coordenades                                                                                               | Protecció | Commons (més fotos) | Dades a WD                    |
| ------ | -------------------- | ----------------------------- | ------------ | ----------------------------------------- | --- | --------- | ------------------- | ----------------------------- |
|        | la Tordera           | Selva Vallès Oriental Maresme | curs d'aigua | Desemboca: mar Mediterrània Llarg: 61.5km | 41° 48′ 13″ N, 2° 25′ 05″ E / 41.803521°N,2.418014°E 41° 39′ 03″ N, 2° 46′ 39″ E / 41.650939°N,2.777482°E |           | Tordera River       | Modifica les dades a Wikidata |
|        | riera de la Castanya | el Brull Montseny             | curs d'aigua | Desemboca: la Tordera Llarg: 4.1km        | 41° 46′ 48″ N, 2° 20′ 31″ E / 41.780044°N,2.341836°E 41° 46′ 24″ N, 2° 22′ 39″ E / 41.773361°N,2.377429°E |           |                     | Modifica les dades a Wikidata |

## edifici
| imatge | Nom                             | Ubicat a | instància de | Detalls                                  | coordenades                                                                               | Protecció                                  | Commons (més fotos) | Dades a WD                    |
| ------ | ------------------------------- | -------- | ------------ | ---------------------------------------- | ----------------------------------------------------------------------------------------- | ------------------------------------------ | ------------------- | ----------------------------- |
|        | Molí del Puig                   | Montseny | edifici      | Estil: arquitectura popular 19th century | 41° 48′ 03″ N, 2° 25′ 34″ E / 41.80097°N,2.42603°E ca:Camí de Sant Marçal al Puig         | bé integrant del patrimoni cultural català |                     | Modifica les dades a Wikidata |
|        | hotel de Sant Bernat de Menthon | Montseny | edifici      | Arquitecte: Josep Maria Ros i Vila 1952  | 41° 46′ 52″ N, 2° 23′ 46″ E / 41.7812°N,2.39606°E ca:Carretera de Sant Bernat de Montseny | bé integrant del patrimoni cultural català | Hotel Sant Bernat   | Modifica les dades a Wikidata |

## església
| imatge | Nom                               | Ubicat a | instància de                 | Detalls                                   | coordenades                                                                           | Protecció                                  | Commons (més fotos)               | Dades a WD                    |
| ------ | --------------------------------- | -------- | ---------------------------- | ----------------------------------------- | ------------------------------------------------------------------------------------- | ------------------------------------------ | --------------------------------- | ----------------------------- |
|        | Sant Julià del Montseny           | Montseny | església església parroquial |                                           | 41° 45′ 34″ N, 2° 23′ 41″ E / 41.7595°N,2.39483°E ca:Pl. de l'Església                | bé integrant del patrimoni cultural català | Sant Julià del Montseny           | Modifica les dades a Wikidata |
|        | Sant Martí del Montseny           | Montseny | església església parroquial | Estil: arquitectura popular 17th century  | 41° 46′ 40″ N, 2° 22′ 48″ E / 41.7779°N,2.37988°E ca:Montseny d'Amunt                 | bé integrant del patrimoni cultural català | Sant Martí del Montseny           | Modifica les dades a Wikidata |
|        | Sant Marçal de Montseny           | Montseny | església                     | Estil: arquitectura romànica 11st century | 41° 48′ 13″ N, 2° 25′ 13″ E / 41.803493°N,2.420353°E ca:Coll de Sant Marçal 1093 msnm | bé integrant del patrimoni cultural català | Ermita de Sant Marçal de Montseny | Modifica les dades a Wikidata |
|        | Santa Anastàsia                   | Montseny | església                     | Estil: arquitectura popular               | 41° 46′ 14″ N, 2° 23′ 26″ E / 41.7705°N,2.39048°E ca:Veïnat de Vila-seca              | bé integrant del patrimoni cultural català |                                   | Modifica les dades a Wikidata |
|        | capella de Sant Bernat de Menthon | Montseny | església                     | Estil: historicisme arquitectònic 1952    | 41° 46′ 53″ N, 2° 23′ 45″ E / 41.7815°N,2.39571°E ca:Ctra. BV-5301. km 20,5. Trencall | bé integrant del patrimoni cultural català | Capella de Sant Bernat de Menthon | Modifica les dades a Wikidata |

## font
| imatge | Nom                 | Ubicat a | instància de | Detalls      | coordenades                                                                                  | Protecció | Commons (més fotos) | Dades a WD                    |
| ------ | ------------------- | -------- | ------------ | ------------ | -------------------------------------------------------------------------------------------- | --------- | ------------------- | ----------------------------- |
|        | font Bona           | Montseny | font         |              | 41° 48′ 09″ N, 2° 25′ 25″ E / 41.802406950759°N,2.4234886073655°E                            |           |                     | Modifica les dades a Wikidata |
|        | font de Coll Pregon | Montseny | font         | 20th century | 41° 48′ 10″ N, 2° 23′ 23″ E / 41.8027486757418°N,2.38970597127388°E ca:Al sud de Coll Pregon |           |                     | Modifica les dades a Wikidata |

## masia
| imatge | Nom                | Ubicat a | instància de | Detalls                                  | coordenades | Protecció                                  | Commons (més fotos) | Dades a WD                    |
| ------ | ------------------ | -------- | ------------ | ---------------------------------------- | --- | ------------------------------------------ | ------------------- | ----------------------------- |
|        | Ca l'Aleix         | Montseny | masia        | 19th century                             | 41° 45′ 57″ N, 2° 22′ 58″ E / 41.7658285300407°N,2.38283761058133°E ca:Al costat de Can Deumalons                      |                                            |                     | Modifica les dades a Wikidata |
|        | Ca l'Esteve        | Montseny | masia        |                                          | 41° 46′ 03″ N, 2° 23′ 04″ E / 41.7674140270374°N,2.38456690035118°E                                                    |                                            |                     | Modifica les dades a Wikidata |
|        | Ca n'Audet         | Montseny | masia        |                                          | 41° 45′ 56″ N, 2° 23′ 22″ E / 41.7656298399877°N,2.38948040641402°E                                                    |                                            |                     | Modifica les dades a Wikidata |
|        | Ca n'Estadà        | Montseny | masia        |                                          | 41° 46′ 33″ N, 2° 23′ 46″ E / 41.7757887780554°N,2.39612227027578°E                                                    |                                            |                     | Modifica les dades a Wikidata |
|        | Cal Boter          | Montseny | masia        | Estil: arquitectura popular              | 41° 45′ 22″ N, 2° 24′ 02″ E / 41.7560953275595°N,2.40048091822085°E ca:Camí de Cal Boter                               |                                            |                     | Modifica les dades a Wikidata |
|        | Cal Caçador        | Montseny | masia        |                                          | 41° 45′ 35″ N, 2° 23′ 36″ E / 41.7596521969264°N,2.3934466516907°E                                                     |                                            |                     | Modifica les dades a Wikidata |
|        | Cal Felip          | Montseny | masia        |                                          | 41° 45′ 10″ N, 2° 24′ 01″ E / 41.7526528755213°N,2.40014007914742°E                                                    |                                            |                     | Modifica les dades a Wikidata |
|        | Cal Jeroni         | Montseny | masia        |                                          | 41° 45′ 13″ N, 2° 23′ 25″ E / 41.753598198182°N,2.3902465139983°E ca:Camí de Cal Jeroni                                |                                            |                     | Modifica les dades a Wikidata |
|        | Cal Mató           | Montseny | masia        | Estil: arquitectura popular 19th century | 41° 45′ 58″ N, 2° 23′ 16″ E / 41.7662420714591°N,2.38774217897957°E ca:Camí de Cal Mató                                |                                            |                     | Modifica les dades a Wikidata |
|        | Cal Mut            | Montseny | masia        |                                          | 41° 45′ 21″ N, 2° 23′ 33″ E / 41.7558905578727°N,2.39236339453533°E                                                    |                                            |                     | Modifica les dades a Wikidata |
|        | Cal Rènec          | Montseny | masia        |                                          | 41° 45′ 20″ N, 2° 23′ 32″ E / 41.7555829355898°N,2.39210166419208°E                                                    |                                            |                     | Modifica les dades a Wikidata |
|        | Cal Xifré          | Montseny | masia        |                                          | 41° 45′ 20″ N, 2° 23′ 34″ E / 41.7554867260974°N,2.3926438639181°E                                                     |                                            |                     | Modifica les dades a Wikidata |
|        | Can Badó           | Montseny | masia        |                                          | 41° 45′ 32″ N, 2° 22′ 56″ E / 41.759016°N,2.38216°E ca:Camí de Can Vador                                               | bé integrant del patrimoni cultural català |                     | Modifica les dades a Wikidata |
|        | Can Baixeres       | Montseny | masia        |                                          | 41° 45′ 25″ N, 2° 24′ 00″ E / 41.7570568943883°N,2.40006298303601°E                                                    |                                            |                     | Modifica les dades a Wikidata |
|        | Can Bancells       | Montseny | masia        |                                          | 41° 45′ 45″ N, 2° 23′ 12″ E / 41.762585436342°N,2.3865524570813°E                                                      |                                            |                     | Modifica les dades a Wikidata |
|        | Can Barraser       | Montseny | masia        |                                          | 41° 46′ 06″ N, 2° 23′ 01″ E / 41.7683545511856°N,2.3835954224083°E                                                     |                                            |                     | Modifica les dades a Wikidata |
|        | Can Basi           | Montseny | masia        |                                          | 41° 46′ 07″ N, 2° 22′ 59″ E / 41.7686219698094°N,2.38307552259714°E                                                    |                                            |                     | Modifica les dades a Wikidata |
|        | Can Bieló          | Montseny | masia        |                                          | 41° 46′ 41″ N, 2° 22′ 47″ E / 41.778069723928°N,2.37962779617309°E                                                     |                                            |                     | Modifica les dades a Wikidata |
|        | Can Blanc          | Montseny | masia        |                                          | 41° 45′ 27″ N, 2° 23′ 50″ E / 41.7576007582728°N,2.39727919470107°E                                                    |                                            |                     | Modifica les dades a Wikidata |
|        | Can Carrossa       | Montseny | masia        |                                          | 41° 46′ 33″ N, 2° 22′ 25″ E / 41.7759654581201°N,2.37360774544274°E                                                    |                                            |                     | Modifica les dades a Wikidata |
|        | Can Castanyeric    | Montseny | masia        |                                          | 41° 45′ 54″ N, 2° 23′ 23″ E / 41.7651177463382°N,2.38972587137837°E ca:Poc abans del km. 15 de la BV- 5301             |                                            |                     | Modifica les dades a Wikidata |
|        | Can Cervera        | Montseny | masia        | Estil: arquitectura popular              | 41° 46′ 13″ N, 2° 23′ 25″ E / 41.770357°N,2.390392°E ca:Càmping de Can Cervera                                         | bé integrant del patrimoni cultural català |                     | Modifica les dades a Wikidata |
|        | Can Clopers        | Montseny | masia        |                                          | 41° 45′ 39″ N, 2° 23′ 36″ E / 41.7608668728794°N,2.39320664827869°E                                                    |                                            |                     | Modifica les dades a Wikidata |
|        | Can Codinota       | Montseny | masia        |                                          | 41° 47′ 01″ N, 2° 23′ 00″ E / 41.7837462683688°N,2.38337581878851°E                                                    |                                            |                     | Modifica les dades a Wikidata |
|        | Can Cot            | Montseny | masia        | Estil: arquitectura popular              | 41° 46′ 50″ N, 2° 23′ 44″ E / 41.780511°N,2.395612°E ca:Km 20 BV-5301                                                  | bé integrant del patrimoni cultural català |                     | Modifica les dades a Wikidata |
|        | Can Daumalons      | Montseny | masia        |                                          | 41° 45′ 58″ N, 2° 22′ 56″ E / 41.7660597900672°N,2.38229401362394°E                                                    |                                            |                     | Modifica les dades a Wikidata |
|        | Can Fortià         | Montseny | masia        |                                          | 41° 46′ 30″ N, 2° 23′ 24″ E / 41.7749365121031°N,2.38994564128461°E                                                    |                                            |                     | Modifica les dades a Wikidata |
|        | Can Gasparic       | Montseny | masia        | 18th century                             | 41° 46′ 43″ N, 2° 23′ 10″ E / 41.7786986048139°N,2.38603534672282°E ca:Camí de Can Gasparic                            |                                            |                     | Modifica les dades a Wikidata |
|        | Can Gorgs          | Montseny | masia        |                                          | 41° 46′ 54″ N, 2° 24′ 09″ E / 41.7816048725462°N,2.40255380812113°E ca:Camí de les Illes                               |                                            |                     | Modifica les dades a Wikidata |
|        | Can Jaume Llavina  | Montseny | masia        | 20th century                             | 41° 46′ 41″ N, 2° 22′ 33″ E / 41.7781219001959°N,2.37595724864077°E ca:Camí de Can Jaume Llavina                       |                                            |                     | Modifica les dades a Wikidata |
|        | Can Jedó           | Montseny | masia        |                                          | 41° 46′ 33″ N, 2° 22′ 19″ E / 41.7757134812908°N,2.37199784473852°E                                                    |                                            |                     | Modifica les dades a Wikidata |
|        | Can Joan Riera     | Montseny | masia        |                                          | 41° 46′ 45″ N, 2° 24′ 09″ E / 41.7791815547393°N,2.40246800344093°E ca:Camí de Can Joan Riera                          |                                            |                     | Modifica les dades a Wikidata |
|        | Can Josepó         | Montseny | masia        |                                          | 41° 45′ 31″ N, 2° 23′ 39″ E / 41.7586915436666°N,2.39403310459202°E ca:Camí de la Caseta                               |                                            |                     | Modifica les dades a Wikidata |
|        | Can Jovany         | Montseny | masia        | Estil: arquitectura popular              | 41° 46′ 14″ N, 2° 23′ 24″ E / 41.770509°N,2.390102°E ca:Veïnat de Vila-seca                                            | bé integrant del patrimoni cultural català |                     | Modifica les dades a Wikidata |
|        | Can Manelic        | Montseny | masia        | 20th century                             | 41° 45′ 38″ N, 2° 23′ 35″ E / 41.7604516190348°N,2.3930301158386°E ca:C. Santa Maria Palaut                            |                                            |                     | Modifica les dades a Wikidata |
|        | Can Manta          | Montseny | masia        |                                          | 41° 45′ 49″ N, 2° 23′ 39″ E / 41.76369156833°N,2.39425072617073°E                                                      |                                            |                     | Modifica les dades a Wikidata |
|        | Can Manuel         | Montseny | masia        |                                          | 41° 46′ 16″ N, 2° 23′ 48″ E / 41.7712246201268°N,2.39657415645405°E                                                    |                                            |                     | Modifica les dades a Wikidata |
|        | Can Melindro       | Montseny | masia        |                                          | 41° 46′ 28″ N, 2° 23′ 13″ E / 41.7744066159295°N,2.38684634439537°E                                                    |                                            |                     | Modifica les dades a Wikidata |
|        | Can Miquel         | Montseny | masia        |                                          | 41° 46′ 35″ N, 2° 23′ 17″ E / 41.7764673474814°N,2.38818640302233°E ca:Camí de Can Miquel                              |                                            |                     | Modifica les dades a Wikidata |
|        | Can Nena           | Montseny | masia        |                                          | 41° 45′ 19″ N, 2° 24′ 00″ E / 41.7552458855622°N,2.39994753350115°E ca:Ctra. BV-5301, km. 13                           |                                            |                     | Modifica les dades a Wikidata |
|        | Can Pagès          | Montseny | masia        |                                          | 41° 46′ 53″ N, 2° 23′ 31″ E / 41.7812607266262°N,2.39189529938148°E                                                    |                                            |                     | Modifica les dades a Wikidata |
|        | Can Petac          | Montseny | masia        |                                          | 41° 46′ 42″ N, 2° 22′ 47″ E / 41.7782768731476°N,2.37962579971229°E                                                    |                                            |                     | Modifica les dades a Wikidata |
|        | Can Ponic          | Montseny | masia        |                                          | 41° 45′ 24″ N, 2° 23′ 54″ E / 41.7566517376244°N,2.39837067763948°E                                                    |                                            |                     | Modifica les dades a Wikidata |
|        | Can Quel           | Montseny | masia        |                                          | 41° 45′ 56″ N, 2° 23′ 25″ E / 41.7654802431042°N,2.39014350622208°E ca:Abans del km. 15 de la BV-5301                  |                                            |                     | Modifica les dades a Wikidata |
|        | Can Riera Moliner  | Montseny | masia        | Estil: arquitectura popular              | 41° 46′ 32″ N, 2° 23′ 46″ E / 41.775636°N,2.396139°E ca:Camí del Pla de la Calma                                       | bé integrant del patrimoni cultural català |                     | Modifica les dades a Wikidata |
|        | Can Sopa           | Montseny | masia        |                                          | 41° 45′ 20″ N, 2° 23′ 34″ E / 41.7556671113262°N,2.3926902782034°E ca:Barri de Can Xifré                               |                                            |                     | Modifica les dades a Wikidata |
|        | Can Tauler         | Montseny | masia        |                                          | 41° 45′ 22″ N, 2° 23′ 41″ E / 41.7560916956684°N,2.39463494447716°E                                                    |                                            |                     | Modifica les dades a Wikidata |
|        | Can Teixidor       | Montseny | masia        | Estil: arquitectura popular 17th century | 41° 46′ 11″ N, 2° 22′ 56″ E / 41.7698151806228°N,2.38219783061761°E ca:Ctra. BV-5301, km 15, Montseny d'Amunt 520 msnm | bé integrant del patrimoni cultural català |                     | Modifica les dades a Wikidata |
|        | Can Tonedor        | Montseny | masia        |                                          | 41° 46′ 41″ N, 2° 23′ 28″ E / 41.7780404963682°N,2.39099918732926°E                                                    |                                            |                     | Modifica les dades a Wikidata |
|        | Can Vador          | Montseny | masia        |                                          | 41° 45′ 44″ N, 2° 23′ 29″ E / 41.7623428973985°N,2.39129200389347°E                                                    |                                            |                     | Modifica les dades a Wikidata |
|        | Can Vila           | Montseny | masia        | 20th century                             | 41° 45′ 21″ N, 2° 23′ 40″ E / 41.7557040972118°N,2.39457844307445°E ca:Camí del càmping les Piscines                   |                                            |                     | Modifica les dades a Wikidata |
|        | Casa del Pont      | Montseny | masia        |                                          | 41° 45′ 44″ N, 2° 23′ 12″ E / 41.7621920471916°N,2.38663783536861°E ca:La Suïssa Catalana                              |                                            |                     | Modifica les dades a Wikidata |
|        | Casanova del Baiès | Montseny | masia        |                                          | 41° 46′ 42″ N, 2° 23′ 37″ E / 41.7784056885137°N,2.39363095703425°E                                                    |                                            |                     | Modifica les dades a Wikidata |
|        | Casanova del Molar | Montseny | masia        | Estil: arquitectura popular              | 41° 45′ 53″ N, 2° 22′ 16″ E / 41.764595°N,2.371195°E ca:Camí del Pla de la Calma                                       | bé integrant del patrimoni cultural català |                     | Modifica les dades a Wikidata |
|        | Coll de Bosc       | Montseny | masia        | Estil: gòtic flamíger                    | 41° 47′ 19″ N, 2° 22′ 09″ E / 41.7886°N,2.36921°E ca:Km 23 BV-5301                                                     | bé integrant del patrimoni cultural català |                     | Modifica les dades a Wikidata |
|        | Vil·la Joana       | Montseny | masia        |                                          | 41° 46′ 44″ N, 2° 23′ 43″ E / 41.7788553796882°N,2.39521508663158°E ca:Camí de Vil·la Joana                            |                                            |                     | Modifica les dades a Wikidata |
|        | el Baiés           | Montseny | masia        | Estil: arquitectura barroca              | 41° 46′ 45″ N, 2° 23′ 41″ E / 41.779052°N,2.394795°E ca:Camí del Baiés                                                 | bé integrant del patrimoni cultural català |                     | Modifica les dades a Wikidata |
|        | el Ferrer de Dalt  | Montseny | masia        |                                          | 41° 45′ 48″ N, 2° 23′ 38″ E / 41.7633570577876°N,2.39401326891211°E ca:Camí del Ferrer de Dalt                         |                                            |                     | Modifica les dades a Wikidata |
|        | el Forn de Dalt    | Montseny | masia        |                                          | 41° 45′ 57″ N, 2° 23′ 49″ E / 41.7657856225938°N,2.39680558422242°E ca:Camí del Forn de Dalt                           |                                            |                     | Modifica les dades a Wikidata |
|        | el Molar           | Montseny | masia        | Estil: arquitectura popular              | 41° 45′ 40″ N, 2° 21′ 46″ E / 41.761°N,2.36279°E ca:Camí del Pla de la Calma                                           | bé integrant del patrimoni cultural català |                     | Modifica les dades a Wikidata |
|        | el Puig            | Montseny | masia        |                                          | 41° 48′ 03″ N, 2° 25′ 30″ E / 41.8007058999109°N,2.42497017527208°E ca:Camí de Sant Marçal al Puig                     |                                            |                     | Modifica les dades a Wikidata |
|        | el Pujol           | Montseny | masia        | 19th century                             | 41° 45′ 27″ N, 2° 23′ 52″ E / 41.7574497915858°N,2.39768959582664°E ca:Camí del Pujol                                  |                                            |                     | Modifica les dades a Wikidata |
|        | el Reguer          | Montseny | masia        | Estil: arquitectura popular 19th century | 41° 47′ 04″ N, 2° 23′ 00″ E / 41.7845384514671°N,2.38329602358542°E ca:Camí del Reguer                                 |                                            |                     | Modifica les dades a Wikidata |
|        | el Terrers         | Montseny | masia        |                                          | 41° 47′ 53″ N, 2° 25′ 20″ E / 41.7981615990685°N,2.42230873830376°E ca:Camí del Terrers                                |                                            |                     | Modifica les dades a Wikidata |
|        | l'Auladell         | Montseny | masia        | Estil: arquitectura popular              | 41° 46′ 49″ N, 2° 22′ 45″ E / 41.780361°N,2.379278°E ca:Montseny d'Amunt                                               | bé integrant del patrimoni cultural català |                     | Modifica les dades a Wikidata |
|        | l'Isern            | Montseny | masia        | Estil: arquitectura popular              | 41° 47′ 18″ N, 2° 22′ 13″ E / 41.788211°N,2.370278°E ca:Km 23 BV 5301                                                  | bé integrant del patrimoni cultural català |                     | Modifica les dades a Wikidata |
|        | la Bessa           | Montseny | masia        | Estil: gòtic tardà                       | 41° 47′ 27″ N, 2° 21′ 52″ E / 41.7909°N,2.36445°E ca:Camí de la Besa                                                   | bé integrant del patrimoni cultural català |                     | Modifica les dades a Wikidata |
|        | la Ginesta         | Montseny | masia        | Estil: arquitectura popular              | 41° 46′ 58″ N, 2° 22′ 35″ E / 41.7827°N,2.37637°E ca:Km 22 BV-5301                                                     | bé integrant del patrimoni cultural català |                     | Modifica les dades a Wikidata |
|        | la Llavina         | Montseny | masia        | Estil: arquitectura popular              | 41° 46′ 27″ N, 2° 22′ 37″ E / 41.774196°N,2.376895°E ca:Vora Km 15 BV 5301                                             | bé integrant del patrimoni cultural català |                     | Modifica les dades a Wikidata |
|        | la Sala            | Montseny | masia        |                                          | 41° 45′ 41″ N, 2° 23′ 36″ E / 41.7613092095626°N,2.39339495768079°E                                                    |                                            |                     | Modifica les dades a Wikidata |
|        | la Traüna          | Montseny | masia        |                                          | 41° 46′ 24″ N, 2° 24′ 13″ E / 41.7733052927949°N,2.40348510923621°E                                                    |                                            |                     | Modifica les dades a Wikidata |
|        | la Vinya           | Montseny | masia        | 20th century                             | 41° 45′ 31″ N, 2° 23′ 27″ E / 41.7586752614522°N,2.39095375611861°E ca:Camí de la Vinya                                |                                            |                     | Modifica les dades a Wikidata |
|        | les Illes          | Montseny | masia        | Estil: arquitectura popular              | 41° 47′ 23″ N, 2° 24′ 44″ E / 41.7897°N,2.41229°E ca:Camí de Sant Marçal de Montseny                                   | bé integrant del patrimoni cultural català |                     | Modifica les dades a Wikidata |
|        | les Muntades       | Montseny | masia        |                                          | 41° 47′ 06″ N, 2° 23′ 11″ E / 41.78510148493°N,2.386337865572°E ca:Camí de les Muntades                                |                                            |                     | Modifica les dades a Wikidata |

## menhir
| imatge | Nom                                       | Ubicat a | instància de  | Detalls | coordenades | Protecció                                  | Commons (més fotos) | Dades a WD                    |
| ------ | ----------------------------------------- | -------- | ------------- | ------- | ----------- | ------------------------------------------ | ------------------- | ----------------------------- |
|        | Estela de la Calma                        | Montseny | menhir estela |         |             | bé integrant del patrimoni cultural català | Estela de la Calma  | Modifica les dades a Wikidata |
|        | Estela de la Calma o de la Sitja del Llop | Montseny | menhir        |         |             | bé d'interès cultural                      |                     | Modifica les dades a Wikidata |

## molí d'aigua
| imatge | Nom                | Ubicat a | instància de | Detalls                     | coordenades                                                                              | Protecció                                  | Commons (més fotos) | Dades a WD                    |
| ------ | ------------------ | -------- | ------------ | --------------------------- | ---------------------------------------------------------------------------------------- | ------------------------------------------ | ------------------- | ----------------------------- |
|        | Molí de Can Xifré  | Montseny | molí d'aigua | Estil: arquitectura popular | 41° 45′ 20″ N, 2° 23′ 32″ E / 41.75555°N,2.39227°E ca:Camí de Can Sopa                   | bé integrant del patrimoni cultural català |                     | Modifica les dades a Wikidata |
|        | Molí de l'Adrobau  | Montseny | molí d'aigua |                             | 41° 46′ 52″ N, 2° 21′ 58″ E / 41.7811212727413°N,2.36609680489594°E                      |                                            |                     | Modifica les dades a Wikidata |
|        | Molí de la Llavina | Montseny | molí d'aigua | Estil: arquitectura popular | 41° 46′ 28″ N, 2° 22′ 44″ E / 41.7744273965411°N,2.3789770588738°E ca:Camí de la Llavina | bé integrant del patrimoni cultural català |                     | Modifica les dades a Wikidata |

## muntanya
| imatge | Nom                 | Ubicat a                                   | instància de | Detalls | coordenades                                                                                 | Protecció | Commons (més fotos)              | Dades a WD                    |
| ------ | ------------------- | ------------------------------------------ | ------------ | ------- | ------------------------------------------------------------------------------------------- | --------- | -------------------------------- | ----------------------------- |
|        | Matagalls           | Viladrau el Brull Montseny                 | muntanya     |         | 41° 48′ 32″ N, 2° 22′ 57″ E / 41.8088174884°N,2.38261778463°E 1697 msnm                     |           | Matagalls                        | Modifica les dades a Wikidata |
|        | Puig Drau           | Montseny el Brull                          | muntanya     |         | 41° 45′ 52″ N, 2° 20′ 54″ E / 41.764577777778°N,2.3483027777778°E Montseny 1345 1345.5 msnm |           |                                  | Modifica les dades a Wikidata |
|        | Roca Roja           | Montseny                                   | muntanya     |         | 41° 45′ 33″ N, 2° 20′ 33″ E / 41.75922222°N,2.3425°E 1293.3 msnm                            |           | Roca Roja (Montseny)             | Modifica les dades a Wikidata |
|        | Turó Sesportadores  | Montseny Viladrau                          | muntanya     |         | 41° 48′ 21″ N, 2° 23′ 47″ E / 41.80594444°N,2.39625°E 1603 msnm                             |           | Turó Sesportadores               | Modifica les dades a Wikidata |
|        | Turó d'en Cuc       | Tagamanent Sant Pere de Vilamajor Montseny | muntanya     |         | 41° 44′ 47″ N, 2° 21′ 04″ E / 41.7463°N,2.35118°E 1236.8 msnm                               |           |                                  | Modifica les dades a Wikidata |
|        | Turó de Sant Marçal | Montseny Viladrau                          | muntanya     |         | 41° 48′ 08″ N, 2° 24′ 11″ E / 41.802337°N,2.40299°E 1528 msnm                               |           | Turó de Sant Marçal              | Modifica les dades a Wikidata |
|        | Turó de la Bandera  | Montseny                                   | muntanya     |         | 41° 48′ 09″ N, 2° 23′ 12″ E / 41.80261111°N,2.38658333°E 1658.3 msnm                        |           | Turó de la Bandera (Montseny)    | Modifica les dades a Wikidata |
|        | Turó de la Ventosa  | Montseny                                   | muntanya     |         | 41° 45′ 35″ N, 2° 20′ 58″ E / 41.7596°N,2.34939°E 1214.7 msnm                               |           | Turó de la Ventosa               | Modifica les dades a Wikidata |
|        | Turó del Pi Novell  | Cànoves i Samalús Montseny Tagamanent      | muntanya     |         | 41° 44′ 36″ N, 2° 21′ 27″ E / 41.7433°N,2.35756°E 1225 msnm                                 |           |                                  | Modifica les dades a Wikidata |
|        | Turó del Socarrat   | Tagamanent Montseny                        | muntanya     |         | 41° 45′ 10″ N, 2° 20′ 39″ E / 41.75286111°N,2.34413889°E 1297.9 msnm                        |           |                                  | Modifica les dades a Wikidata |
|        | Turó dels Ginebrons | Arbúcies Montseny                          | muntanya     |         | 41° 48′ 14″ N, 2° 25′ 42″ E / 41.80401944°N,2.42843889°E 1207.6 msnm                        |           |                                  | Modifica les dades a Wikidata |
|        | el Sui              | Tagamanent Montseny                        | muntanya     |         | 41° 44′ 57″ N, 2° 20′ 44″ E / 41.749114°N,2.345652°E 1319 msnm                              |           | El Sui                           | Modifica les dades a Wikidata |
|        | els Castellets      | Arbúcies Montseny                          | muntanya     |         | 41° 47′ 50″ N, 2° 26′ 36″ E / 41.79716944°N,2.44334167°E 1412.3 msnm                        |           |                                  | Modifica les dades a Wikidata |
|        | les Agudes          | Fogars de Montclús Montseny Arbúcies       | muntanya     |         | 41° 47′ 22″ N, 2° 26′ 38″ E / 41.7893335256°N,2.44395480371°E 1705 msnm                     |           | Les Agudes (Massís del Montseny) | Modifica les dades a Wikidata |

## pont
| imatge | Nom              | Ubicat a | instància de | Detalls                                          | coordenades                                                        | Protecció                                  | Commons (més fotos) | Dades a WD                    |
| ------ | ---------------- | -------- | ------------ | ------------------------------------------------ | ------------------------------------------------------------------ | ------------------------------------------ | ------------------- | ----------------------------- |
|        | Pont de Can Coca | Montseny | pont         | Estil: arquitectura popular Travessa: la Tordera | 41° 44′ 50″ N, 2° 24′ 08″ E / 41.747116°N,2.4022°E                 | bé integrant del patrimoni cultural català | Pont de Can Coca    | Modifica les dades a Wikidata |
|        | Pont del Baiès   | Montseny | pont         |                                                  | 41° 47′ 03″ N, 2° 24′ 26″ E / 41.7842315710662°N,2.4071264431932°E |                                            |                     | Modifica les dades a Wikidata |

## pou de neu
| imatge | Nom                     | Ubicat a | instància de | Detalls                     | coordenades                                     | Protecció                                  | Commons (més fotos) | Dades a WD                    |
| ------ | ----------------------- | -------- | ------------ | --------------------------- | ----------------------------------------------- | ------------------------------------------ | ------------------- | ----------------------------- |
|        | Pou de la neu d'en Besa | Montseny | pou de neu   | Estil: arquitectura popular |                                                 | bé integrant del patrimoni cultural català |                     | Modifica les dades a Wikidata |
|        | Pous de les Emprius     | Montseny | pou de neu   | Estil: arquitectura popular | 41° 47′ 02″ N, 2° 25′ 54″ E / 41.784°N,2.4318°E | bé integrant del patrimoni cultural català |                     | Modifica les dades a Wikidata |

## Misc
| imatge | Nom                           | Ubicat a                                                              | instància de                                                                   | Detalls                                                               | coordenades                                                         | Protecció                                  | Commons (més fotos) | Dades a WD                    |
| ------ | ----------------------------- | --------------------------------------------------------------------- | ------------------------------------------------------------------------------ | --------------------------------------------------------------------- | ------------------------------------------------------------------- | ------------------------------------------ | ------------------- | ----------------------------- |
|        | Boix de l'Església            | Montseny                                                              | arbre singular                                                                 | Taxon: boix (Buxus sempervirens) Ample: 7.6m Alt: 6m Perímetre: 0.94m | 41° 45′ 34″ N, 2° 23′ 41″ E / 41.75934°N,2.39485°E 518 msnm         | arbre monumental                           | Boix de l'Església  | Modifica les dades a Wikidata |
|        | Estela de Can Cervera         | Montseny                                                              | monument                                                                       | Estil: arquitectura popular                                           | 41° 46′ 15″ N, 2° 23′ 28″ E / 41.770812°N,2.391158°E                | bé integrant del patrimoni cultural català |                     | Modifica les dades a Wikidata |
|        | Montseny                      | Montseny                                                              | entitat singular de població capital municipal ens local històric de Catalunya | 379 hab                                                               | 41° 45′ 26″ N, 2° 23′ 58″ E / 41.75726°N,2.39944°E 480 msnm         |                                            |                     | Modifica les dades a Wikidata |
|        | Montseny d'Amunt              | Montseny                                                              | nucli de població                                                              |                                                                       | 41° 46′ 44″ N, 2° 22′ 49″ E / 41.778821223535°N,2.38035457022143°E  |                                            |                     | Modifica les dades a Wikidata |
|        | Pla de la Calma               | Tagamanent Sant Pere de Vilamajor Montseny Cànoves i Samalús el Brull | plana altiplà                                                                  |                                                                       | 41° 45′ 44″ N, 2° 20′ 01″ E / 41.7623°N,2.3335°E                    |                                            | Pla de la Calma     | Modifica les dades a Wikidata |
|        | casa consistorial de Montseny | Montseny                                                              | casa consistorial                                                              |                                                                       | 41° 45′ 34″ N, 2° 23′ 43″ E / 41.7593313°N,2.3952401°E              |                                            |                     | Modifica les dades a Wikidata |
|        | serra del Navall              | Fogars de Montclús Montseny                                           | serra                                                                          |                                                                       | 41° 46′ 06″ N, 2° 24′ 05″ E / 41.76842639°N,2.40137306°E 857.9 msnm |                                            |                     | Modifica les dades a Wikidata |